# Pellofa (beguda)
La pellofa o pallofa és una beguda típica de Menorca, que s'obté mesclant ginebra de Menorca (Gin Xoriguer) amb una pell de llimona per got i un raig de sifó (aigua gasificada). Una beguda semblant, però diferent, és la pomada.